# Anna von Harnier
Anna von Harnier (* 27. Januar 1981 in Stuttgart) ist eine erfolgreiche deutsche Judoka. Sie trägt den 4. Dan.
Anna von Harnier kämpft seit 1989 für den Verein SV Böblingen. Ihre Trainer waren Michael Bazynski, Frank Wieneke, Wolf-Rüdiger Schulz und Gernot Rohm. Die 171 cm große Sportlerin kämpft in der Gewichtsklasse bis 63 kg. Sie studiert an der Universität Köln Japanologie und Jura.

## Sportliche Erfolge
- 1997 Deutsche Meisterin (U19)
- 1998 2. Platz Weltjugendspiele (U18)
- 2000 Deutsche Meisterin (U20), Bronzemedaillengewinnerin Europameisterschaft (U20)
- 2002 Deutsche Meisterin
- 2003 Bronzemedaillengewinnerin Weltmeisterschaft
- 2007 Qualifikation zur Teilnahme an den Olympischen Spielen 2008 in Peking durch einen fünften Platz bei der Weltmeisterschaft in Rio de Janeiro
- 2007 Bronzemedaillengewinnerin Europameisterschaft